# Indicatifs régionaux 234 et 330

Carte de l'État de l'Ohio avec les territoires de ses indicatifs régionaux. Les indicatifs régionaux 234 et 330 sont au nord-est de l'État.

Les indicatifs régionaux 234 et 330 sont des indicatifs téléphoniques régionaux qui desservent une partie du nord-est de l'État de l'Ohio aux États-Unis.
La carte ci-contre indique le territoire couvert par les indicatifs 234 et 330 au nord-est de l'État.
Les indicatifs régionaux 234 et 330 font partie du Plan de numérotation nord-américain.

## Principales villes desservies par l'indicatif
- Akron
- Canton
- Youngstown
- Warren

## Source
- (en) Cet article est partiellement ou en totalité issu de l’article de Wikipédia en anglais intitulé « Area codes 234 and 330 » (voir la liste des auteurs).